# Ніттай-Мару
Ніттай-Мару — транспортне судно, яке під час Другої світової війни брало участь у операціях японських збройних сил на Тихому океані. 
Судно спорудили як SS Tilthorn в 1921 році на британській верфі Doxford W. & Sons - William Doxford & Sons у Сандерленді для норвезької компанії Britannia D/S A/S. В 1923 та 1926 роках новими власниками ставали A/SD/S Tilthorn (O. Grolle Olsen & I. Hysing Olsen) та Jacob R. Olsens Rederi A./S відповідно, а в 1937-му судно перейшло до Gran Johan (Far Eastern Steamship Co. Cosmopolite Ltd. A/S), що перейменувала його на SS Krone. Втім, вже у 1938-му новим власником стала японська компанія Nissan Kisen, а судно отримало назву «Ніттай-Мару». 
В листопаді 1941-го судно реквізували для потреб Імперської армії Японії.
9 – 27 травня 1944-го «Ніттай-Мару» прослідувало в конвої K-519 з японського порту Саєкі до Палау (важливий трнаспортний хаб у західній частині Каролінських островів), а 4 – 11 червня перейшло в конвої P-604 до Рабаула — головної бази в архіпелазі Бісмарка, з якої японці провадили операції на Соломонових островах та сході Нової Гвінеї. 29 червня – 6 липня судно здійснило зворотній рейс на Палау в конвої O-908.
Станом на середину вересня 1943-го «Ніттай-Мару» знову знаходилось у Японії і 21 вересня – 2 жовтня пройшло з Саєкі на Палау в конвої O-209, після чого 8 – 15 жовтня досягнуло Рабаула в конвої SO-806. Далі «Ніттай-Мару» повернулось на Палау, а 7 – 17 листопада прослідувало до Саєкі в конвої FU-703.
Станом на середину грудня 1943-го «Ніттай-Мару» знаходилось у Такао (наразі Гаосюн на Тайвані), звідки 17 – 20 грудня пройшло в конвої № 782 до Маніли. 13 – 20 січня 1944-го судно здійснило рейс в конвої з Маніли через Давао (поівденне узбережжя філіппінського острова Мінданао) до Мірі (центр натовидобутку на північному узбережжі Борнео), а потім досягнуло Сінгапуру. 28 січня – 1 лютого «Ніттай-Мару» в конвої перейшло до в’єтнамського Сайгону (наразі Хошимін). 
Станом на кінець лютого 1944-го «Ніттай-Мару» знаходилось у Манілі, звідки 25 лютого вийшло в конвої H-19 до острова Хальмахера, маючи на борту 8655 тон риса.  Незадовго до завершення 3 березня, коли конвой знаходився у південно-східній частині моря Сулавесі, японський загін виявив американський підводний човен USS Rasher. Субмарині вдалось топедувати та потопити «Ніттай-Мару», загинув один член екіпажу.